# Rick Looker

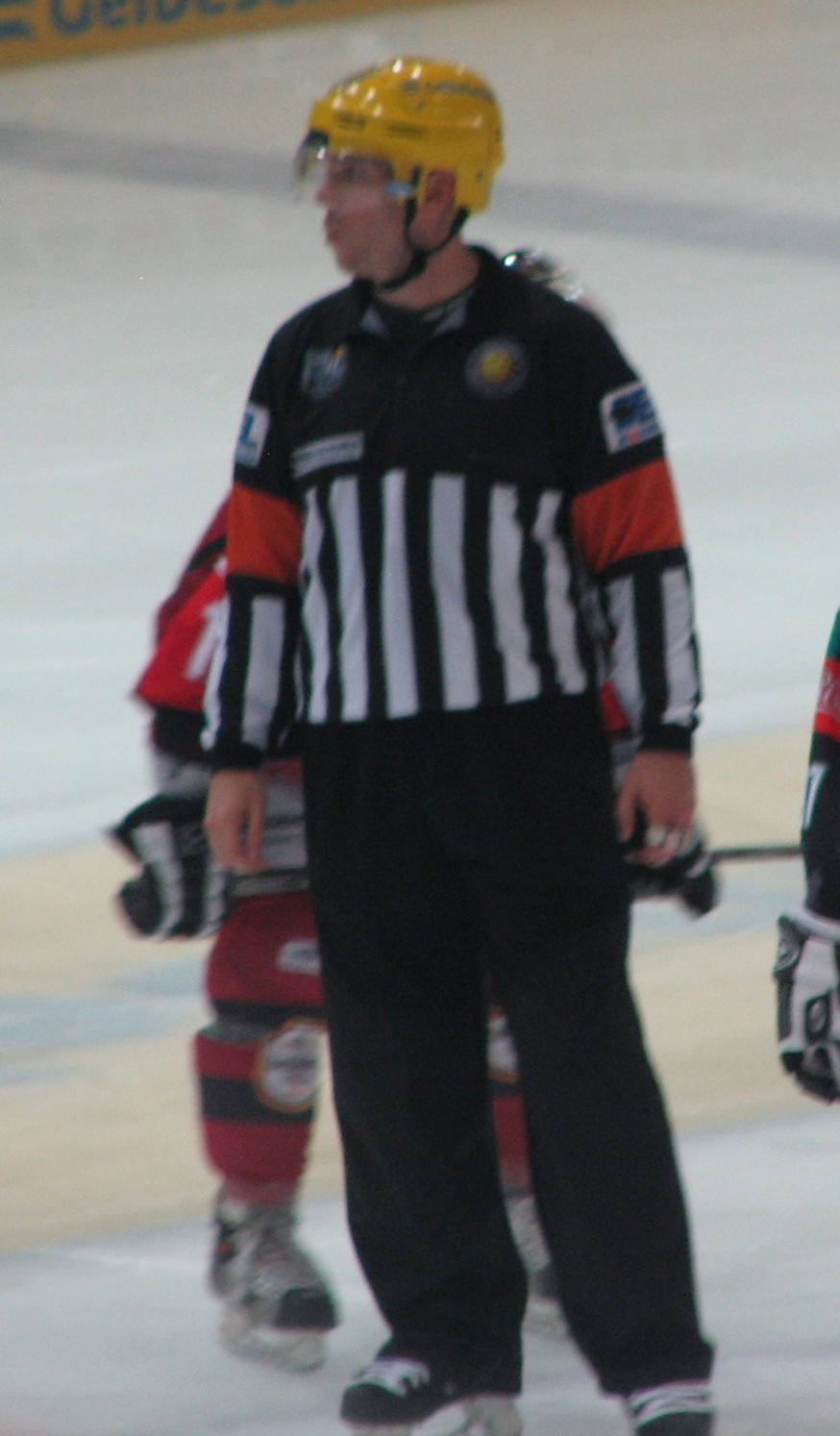
Rick Looker

Richard „Rick“ Looker (* 1. Mai 1971 in Thief River Falls, Minnesota) ist ein US-amerikanischer Eishockeyschiedsrichter. Von 2005 bis 2010 war er einer von drei Profischiedsrichtern in der Deutschen Eishockey Liga (DEL).

## Karriere
Rick Looker war der erste ausländische Unparteiische in der DEL. Verschiedene Spieler und Trainer von DEL-Mannschaften äußerten sich nach einigen Spielen sehr kritisch gegenüber der Leistung Lookers. Der Schiedsrichterausschuss des Deutschen Eishockey-Bundes (DEB) stellte sich jedoch mehrfach öffentlich hinter Looker und bescheinigte ihm professionelle und sportlich saubere Leistungen. Zudem nahm er an Weltmeisterschaften und Olympischen Winterspielen als Offizieller teil. So leitete er unter anderem das Skandalspiel der Eishockey-Weltmeisterschaft 2006 zwischen Lettland und Kanada.
Nach der DEL-Saison 2009/10 beendete Looker aus familiären Gründen seine Karriere in der DEL und ging wieder in seine Heimat zurück.